# Fundación Proa
La Fundación Proa es un centro privado de arte fundado en Argentina en 1996, que desarrolla programas de educación y de intercambio con instituciones culturales. Su foco está centrado en la difusión de los grandes movimientos artísticos del siglo XX.

## Nueva sede
Diez años después de su apertura, Fundación Proa encaró un proceso de renovación que concluyó en 2008 con la inauguración de su nueva sede. Es un antiguo edificio de fachada italianizante y tres pisos que cuenta con cuatro salas de exhibición, un auditorio multimedial, una librería especializada, un restaurante y terraza, además de espacios de acción y apertura al público y una fachada transparente para comunicar experiencias desde el interior hacia el barrio. El proyecto y dirección de las obras es del estudio Caruso-Torricella de Milán, el mismo que en 1996 transformó el antiguo edificio en un emblemático punto de referencia para el arte contemporáneo en Buenos Aires.
En el proyecto de remodelación, a los dos lados del histórico y restaurado frente de la casona que hospedó originalmente a la Fundación Proa en La Boca, se incorporaron dos fachadas de vidrio de estilo contemporáneo, tanto tecnológica como visualmente.

## Reconocimientos
En 2002 la Fundación Konex premió su aporte a las Artes Visuales de la Argentina otorgándole una Mención Especial de los Premios Konex. Nuevamente en 2018 fue reconocida con otro Konex, esta vez el Diploma al Mérito.